# استان داخابون
استان داخابون (به لاتین: Dajabón Province) یک استان در جمهوری دومینیکن است.
مساحت این استان ۱٬۰۲۰٫۷۳ کیلومتر مربع و جمعیت آن در سال ۲۰۱۴ میلادی ۸۷٬۲۷۴ نفر می‌باشد.